# Saint-Germain-du-Puy
 Saint-Germain-du-Puy  es una comuna y población de Francia, en la región de Centro, departamento de Cher, en el distrito de Bourges y cantón de Les Aix-d'Angillon. Es la mayor población del cantón.

## Geografía
Está integrada en la Communauté d'agglomération Bourges Plus.

## Demografía
| 721 | 566 | 664 | 427 | 496 | 509 | 503 | 760 | 994 | 1 002 | 1 004 | 993 | 1 079 | 914 | 1 017 | 1 080 | 1 120 | 949 | 896 | 989 | 967 | 685 | 808 | 927 | 1 005 | 954 | 1 047 | 1 814 | 4 262 | 4 997 | 5 085 | 5 007 | 4 846 | 4 852 |
| Para los censos de 1962 a 1999 la población legal corresponde a la población sin duplicidades (Fuente: INSEE [Consultar]) |     |     |     |     |     |     |     |     |       |       |     |       |     |       |       |       |     |     |     |     |     |     |     |       |     |       |       |       |       |       |       |       |       |

Forma parte de la aglomeración urbana de Bourges.